# Faroaldo II de Espoleto
Faroaldo II fue duque de Espoleto desde 703, cuando sucedió a su padre Trasimundo I.

## Duque
Faroaldo gobernó con su madre Wachilap. Atacó y tomó Clase, el puerto de Rávena que los bizantinos habían recobrado en tiempos de su padre, pero el rey Liutprando le ordenó que lo devolviera, pues deseaba mantener buenas relaciones con aquellos. Faroaldo fundó y dotó el monasterio de San Pietro in Valle, en Ferentillo y la abadía de Farfe. Su hijo Trasimundo, impaciente por gobernar el ducado, se rebeló contra él en el 724 y lo obligó a entrar en el estado eclesiástico.